# Giovanni Ingrassia
Giovanni Filippo Ingrassia, né en 1510 à Regalbuto en Sicile et mort le 6 novembre 1580 à Palerme, était un médecin italien spécialisé en anatomie. L'étrier (ou stapes), un petit os de l'oreille, fut décrit en 1546 par le professeur Gianfilippo Ingrassia à l'université des études de Naples. 

## Biographie
Giovanni Filippo Ingrassia naquit en 1510 à Regalbuto en Sicile. Il obtint son doctorat en 1537 à l'université de Padoue. Sa renommée se répandit bientôt dans toute l’Italie, et il s’établit à Naples, où il professa la médecine et l’anatomie avec un grand succès. Ses remarques anatomiques sur Galien brillent par la justesse de ses expositions sur les os. Il paraît être le premier qui ait parlé de l’étrier, petit os de l’oreille interne. Les anatomistes les plus célèbres de ce temps-là ont eu la même prétention ; mais Fallope, moins avide de gloire qu’ami de la vérité, se dépouilla du mérite de la découverte qu’il croyait lui-même avoir faite, pour la restituer à Ingrassia. Nommé en 1563 proto-médecin de la Sicile et des îles adjacentes par Philippe II, roi d’Espagne, il profita des pouvoirs attachés à cet emploi pour rétablir l’ordre dans la principale branche de la médecine, en éloignant de la pratique ceux qui manquaient de capacité. En 1575, il délivra la ville de Palerme de la peste, et mérita le tire glorieux d’Hippocrate sicilien, que toute la ville lui décerna. Ce médecin, aussi savant que désintéressé, mourut à Palerme le 6 novembre 1580, à l’âge de soixante-dix ans. Il a laissé sur son art onze ouvrages, dont les plus estimés ont pour titre : Veterinaria medicina, Venise, 1568, et Commentaria de ossibus, Messine, 1603, in-fol.

## Travaux
Il a découvert l'étrier dans l'oreille moyenne.

## Sources
- « Giovanni Ingrassia », dans Louis-Gabriel Michaud, Biographie universelle ancienne et moderne : histoire par ordre alphabétique de la vie publique et privée de tous les hommes avec la collaboration de plus de 300 savants et littérateurs français ou étrangers, 2e édition, 1843-1865 [détail de l’édition]